# Космос-2379
Космос-2379 је један од преко 2400 совјетских вјештачких сателита лансираних у оквиру програма Космос.
Космос-2379 је лансиран са космодрома, 24. августа 2001. Ракета-носач Протон-К је поставила сателит у орбиту око планете Земље. 